# 1403 Idelsonia

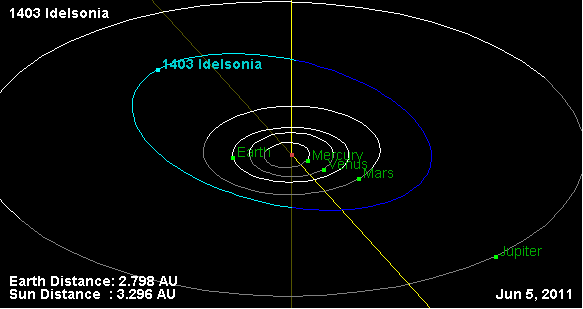

1403 Idelsonia è un asteroide della fascia principale del diametro medio di circa 32,8 km. Scoperto nel 1936, presenta un'orbita caratterizzata da un semiasse maggiore pari a 2,7202155 UA e da un'eccentricità di 0,2912217, inclinata di 10,14436° rispetto all'eclittica.
L'asteroide è stato dedicato all'astronomo sovietico Naum Idelson.